# 塞普 (上加龙省)
塞普（法語：Sepx）是法国上加龙省的一个市镇，属于圣戈当区（Saint-Gaudens）圣马尔托里县（Saint-Martory）。该市镇总面积12.37平方公里，2009年时的人口为200人。

## 人口
塞普人口变化图示